# Nowokiżynginsk
Nowokiżynginsk (ros. Новокижингинск) – wieś w Rosji, w Buriacji, w rejonie kiżyngińskim. W 2010 liczyła 1806 mieszkańców.